# Antikensammlung (Kassel)

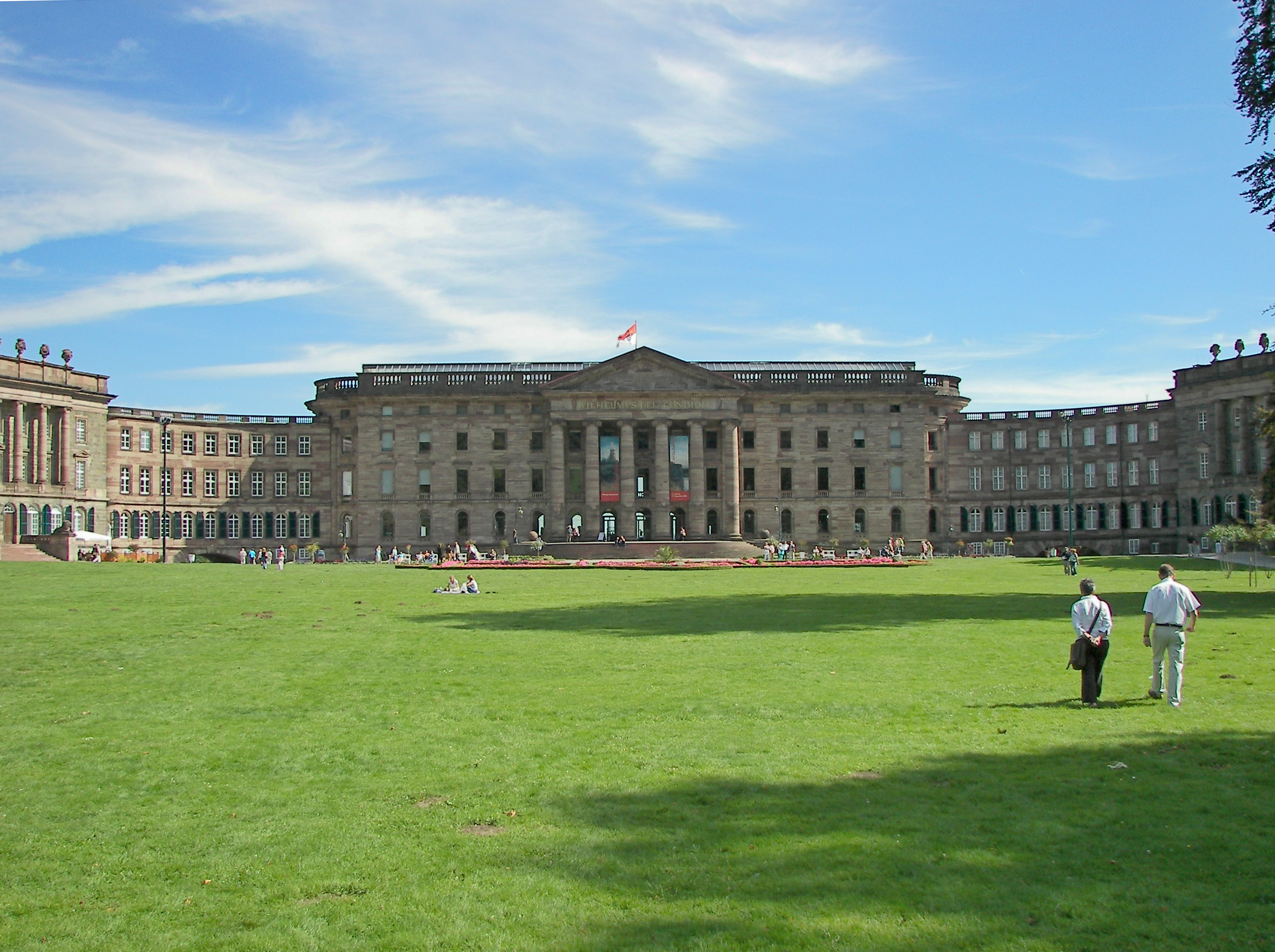
Schloss Wilhelmshöhe (2006)

Die Antikensammlung in Kassel ist eine Sammlung antiker Kunstgegenstände und Münzen, deren Anfänge auf das 17. Jahrhundert zurückgehen. Sie umfasst derzeit (2016) etwa 4800 Objekte und befindet sich nach mehreren Ortswechseln im Schloss Wilhelmshöhe. Seit 1948 befinden sich die Staatlichen Kunstsammlungen Kassel und damit auch die Antikensammlung im Besitz des Bundeslandes Hessen. Die Bestände der Sammlung sind in der Datenbank „MuseumPlus“ komplett erfasst; die Daten werden nach und nach auch öffentlich zugänglich gemacht.

## Geschichte

### Anfänge
Landgraf Moritz von Hessen-Kassel, der den Beinamen „der Gelehrte“ trug, besaß bereits eine Antiquitätenkammer. Das älteste bekannte Zeugnis für seine Ankäufe stammt aus dem Jahr 1603. Damals wurden in Frankreich sieben römische Lampen für die Antiquitätenkammer angekauft.

### Beutekunst aus Griechenland
1688 kamen die ersten antiken Marmorskulpturen nach Kassel, nachdem im Jahr zuvor der Landgraf Karl von Hessen-Kassel der Republik Venedig hessische Truppen für zwei Jahre zur Verfügung gestellt hatte. Diese sollten gemeinsam mit weiteren europäischen Truppenkontingenten die Expansion des osmanischen Reichs in Richtung des griechischen Festlandes und der Peloponnes bekämpfen. Bei ihrer Rückkehr brachten die Soldaten ihrem Landesherrn nicht nur antike Münzen und Bronzestatuetten, sondern auch etliche marmorne Reliefs und Stelen für seine Sammlung mit, darunter eine Darstellung der Artemis Elaphebolos, der hirschtötenden Artemis.
Diese Steine wurden zunächst in der Antiquitätenkammer des Marstalls untergebracht und im Jahr 1696 in der Sculptura-Kammer des Ottoneums, des Kassler Kunsthauses, aufgestellt. Über die Fundstätten bzw. die Herkunft der einzelnen Sammlungsstücke aus dieser Phase können nur Vermutungen angestellt werden. In den nachfolgenden Jahrzehnten wurde die Sammlung offenbar nicht grundlegend erweitert: 1699/1700 unternahm Landgraf Karl zwar eine Italienreise, die akribisch vorbereitet wurde, kaufte bei dieser Gelegenheit aber offenbar keine weiteren Marmorskulpturen für seine Sammlung. Wissenschaftlich bearbeitet und publiziert wurden Teile der Sammlung erst in der Mitte des 18. Jahrhunderts. Damals befasste sich Johann Matthias Gesner mit den griechischen kaiserzeitlichen Inschriften in der Sammlung.

### Ankäufe im 18. Jahrhundert
1750 wurde die Sammlung erweitert: Der nächste Landgraf, Wilhelm VIII. von Hessen-Kassel, sowie dessen Sohn Friedrich ließen im August dieses Jahres bei einer Auktion in Den Haag nicht weniger als 101 Objekte ersteigern. Sie stammten aus der Sammlung des Grafen Johan Hendrik van Wassenaer Obdam, der im Jahr 1745 verstorben war. Mit der Ersteigerung der späteren Kasseler Exponate war Johann Arckenholtz beauftragt. Unter den Gegenständen, die er erwarb, befanden sich 16 Marmorskulpturen, die allerdings zum überwiegenden Teil nicht aus der Antike stammten. Wie schon bei den von den Truppen aus Griechenland mitgebrachten Bestandteilen der Kassler Antikensammlung fehlen auch bei den von Arckenholtz ersteigerten Kunstgegenständen verlässliche Angaben zur Provenienz.
Im Jahr 1751 kam eine komplette Antiquitätensammlung hinzu, die der Weihbischof Franz Joseph von Hahn, 1748 verstorben, zusammengetragen hatte. Sie bestand vor allem aus Kleinbronzen und marmornen Porträtköpfen, die mittlerweile verschollen sind.
1776/77 unternahm Landgraf Friedrich II. eine Italienreise, die ihn unter anderem nach Rom und Neapel führte und von der er zahlreiche Stücke für die Sammlung mit nach Kassel brachte. Er hatte sich vor Antritt der Reise vergeblich um Unterstützung durch Johann Joachim Winckelmann bemüht. Stattdessen wurde er dann von Johann Friedrich Reiffenstein beraten. Später ergänzte der Geistliche Giordani in Rom die Sammlung durch weitere Ankäufe, die er nach Kassel schicken ließ. Bis ins Jahr 1782 sind weitere Sendungen von Italien nach Kassel nachweisbar. Die ersten von Friedrich II. angekauften Stücke kamen am 18. August 1777 im Ottoneum an.
Zu diesem Zeitpunkt waren die einzelnen Teile der Sammlung noch an unterschiedlichen Orten untergebracht: Die Bibliothek des Landgrafen befand sich noch im Marstall, Kunstgegenstände ebenso wie naturwissenschaftliche Objekte im Kunsthaus, Bronzenachgüsse antiker Skulpturen standen im Freien und auch die Sammlung von Gipsabgüssen hatte keinen adäquaten Standort. Friedrich II. ließ deshalb ab 1769 am neu angelegten Friedrichsplatz ein Gebäude errichten, das – zunächst nur als Bibliothek geplant – 1779 als enzyklopädisch konzipiertes Museum eröffnet werden konnte. Dieses Museum Fridericianum stand an vier Vormittagen der Woche jedermann zur Verfügung. Mit der Konzeption war der Architekt Simon Louis du Ry beauftragt worden.

### Präsentation im Museum Fridericianum

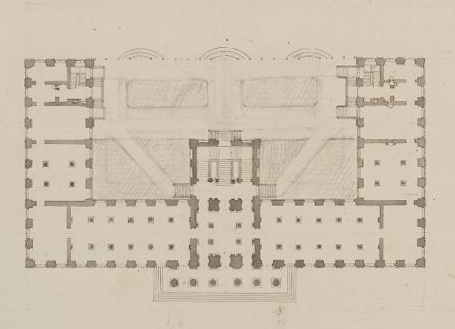
Entwurfszeichnung du Rys zum Fridericianum

Die Antikensammlung nahm mehrere Räume des Erdgeschosses ein. Hinter dem Vestibül lag auf der rechten Seite eine Galerie der antiken Skulpturen, daran schloss sich ein Eckraum an, in dem antike Kleinkunst ab der Zeit der Ägypter präsentiert wurde, ergänzt durch Korkmodelle antiker Gebäude. Auf der anderen Seite des Vestibüls befand sich die Galerie der neuzeitlichen Skulpturen. Dort waren Bronzenachgüsse, Gipsabgüsse und Marmorkopien antiker Werke ausgestellt, außerdem auch antikisierende Figuren sowie die Marmorbüsten von Vorfahren des Landgrafen. Laut du Ry standen in der Galerie der Antiken, die 82 Fuß lang und 38 Fuß breit und durch zwei Reihen dorischer Säulen gegliedert war, unter anderem acht überlebensgroße Marmorfiguren, von denen er besonders eine Minerva, ein Abbild des Didius Iulianus und einen Paris hervorhob. Ferner erwähnte er in seiner Beschreibung der Ersteinrichtung des Museums zehn unterlebensgroße antike Marmorfiguren in diesem Saal sowie die Vorderseite eines marmornen Sarkophags, die mit einem Bacchanal verziert war. Du Ry hob besonders die Erwähnung dieses Sarkophags in Montfaucons Werk über die Kunst des Altertums hervor.
Die Trennung zwischen echten antiken und antikisierenden Stücken in dem neuen Museum war innovativ. Friedrich II. war bemüht um eine wissenschaftliche Bearbeitung seiner Exponate. Nachdem er am 11. April 1777 aus Italien zurückgekehrt war, rief er die Société des Antiquités ins Leben. Alle vierzehn Tage wurde ein Vortrag gehalten und darüber hinaus gab es wissenschaftliche Preisaufgaben, um die Kenntnis der antiken Kunst zu fördern. Den Preis bei der ersten Ausschreibung gewann Christian Gottlob Heyne 1778 mit einer Lobschrift auf Winckelmann, die konkrete Angaben zum Studium der Archäologie enthielt.
Anlässlich der Gründung dieser Gesellschaft wurde eine Medaille geprägt, auf deren Rückseite das noch nicht ganz fertiggestellte Museum Fridericianum zu sehen ist. Ein Knabe, geführt von Minerva, ist dort auf dem Weg zu den Altertümern, deren Zweck durch die Inschrift „DOCENT ET OBLECTANT“ (= Sie belehren und erfreuen) definiert ist. Die Gesellschaft bestand bis 1808; allerdings wurde in den Vorträgen nur selten Kunstbetrachtung im Sinne Winckelmanns getrieben, wie Friedrich II. es sich gewünscht hatte: Meist blieb man bei mythologischen und literarischen Themen. Eine Ausnahme bildeten Dietrich Tiedemanns Dissertationes aus den Jahren 1779 und 1780, in denen er sich mit 17 antiken Statuen in der Sammlung auseinandersetzte. Erst im 19. Jahrhundert legte Ludwig Völkel wieder eine Veröffentlichung zu den Beständen der Sammlung vor.
Im Herbst 1777 wurde auch die Maler- und Bildhauerakademie in Kassel gegründet. Du Ry hielt eine Festrede und ermahnte die anwesenden Künstler, sich an den antiken Stücken, die der Landesherr gesammelt hatte, zu schulen.

### Beschlagnahmung und Überführung nach Paris

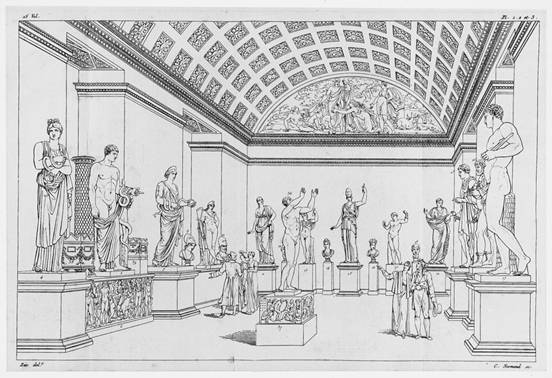
Die Kasseler Statuen im Musée Napoléon

Im Oktober 1806 wurde Hessen von französischen Truppen besetzt, Landgraf Wilhelm IX./Kurfürst Wilhelm I. wurde abgesetzt und floh und Kassel wurde zur Residenz des Königreichs Westphalen erklärt, in dem Jérôme Bonaparte herrschte. In der Folge besuchten zahlreiche französische Militärs das Museum Fridericianum. Im Auftrag Napoleons untersuchte im Januar 1807 eine Abordnung unter Dominique-Vivant Denon die Bestände des Museums, um festzustellen, was ins Pariser Musée Napoléon abtransportiert werden sollte. Unter anderem hatte er den kaiserlichen Befehl, sämtliche Statuen der Kasseler Antikengalerie nach Paris zu schicken. Ludwig Völkel gehörte zu der Kommission, die im Frühjahr 1814, als Paris durch die Alliierten eingenommen worden war und Napoleon abgedankt hatte, dort auf die Suche nach den aus Kassel abtransportierten Kunstschätzen gehen sollte. Diese Mission war weitgehend erfolgreich. Für sieben verloren gegangene Marmorobjekte erhielt man Ersatz, und dass die Restaurierung etlicher Stücke wegen Transportschäden erforderlich geworden war, tat nach Völkels Zeugnis deren Aussehen keinen Abbruch. Im Gegenteil: Er lobte die jetzt glänzendere und gleichmäßigere Oberfläche der Statuen. In der Folge wurden zahlreiche Kupferstiche veröffentlicht, die nach Zeichnungen in der entführten Sammlung hergestellt worden waren. Sie trugen Titel wie Galerie du Musée Napoléon und waren laut Völkel zum Teil von Texten begleitet, die neue Aufschlüsse über die Kunstwerke enthielten. In Paris waren auch unbebilderte Führer zu den napoleonischen Sammlungen gedruckt worden, die es den Besuchern der Ausstellungsräume ermöglichten, sich zu orientieren und informieren. Daneben gab es auch Druckwerke mit teilweise ganzseitigen Abbildungen; 15 Skulpturen aus den Kasseler Beständen wurden auf diese Weise dokumentiert.

### Stagnation
Im Oktober 1815 begann der Rücktransport der Sammlung nach Kassel, wo sie am 1. November wieder eintraf und wahrscheinlich wieder in der gleichen Anordnung wie einst im Museum Fridericianum aufgestellt wurde. Völkel begann nun, angeregt durch die Pariser Publikationen, eine deutsche Beschreibung für die Skulpturen in der Sammlung zu verfassen. Dieser Versuch blieb aber im Ansatz stecken: 1818 konnte Völkel in der Göttinger Zeitschrift die ersten acht Beschreibungen unterbringen, kurz darauf aber wechselte der Herausgeber Friedrich Gottlieb Welcker an die Universität Bonn und die Zeitschrift stellte ihr Erscheinen ein.
Von 1785 bis weit ins 19. Jahrhundert erfuhr die Sammlung antiker Skulpturen in Kassel mangels Interesse der herrschenden Kurfürsten kaum eine Erweiterung. Man erhielt lediglich 1815 drei Ersatzobjekte aus Paris, wo ja aber etliche Kunstwerke verlorengegangen waren.

### Preußisches Provinzialmuseum
1866 wurde Hessen-Kassel preußisch. Das Museum Fridericianum wurde in „Königliches Museum“ umbenannt, eine Erweiterung der Sammlungen wurde durch diese Umwandlung in ein preußisches Provinzialmuseum bzw. eine Lehrsammlung ausgeschlossen. Die Skulpturen verblieben im restauratorisch ergänzten Zustand, wie ihn der Wissensstand des 18. Jahrhunderts ermöglicht hatte, und wurden nicht mehr weiter bearbeitet. Eduard Pinder, der erste archäologische Kustos nach Völkel, konnte allerdings zumindest die historische Abgusssammlung erweitern. Erst nachdem Johannes Boehlau von der Samosgrabung zurückgekehrt war und sich um eine Neukonzeption des Museums kümmerte, erfuhr die Antikensammlung wieder die ihr gebührende Aufmerksamkeit. Die Marmorstatuen wurden gereinigt, eine Auswahl von Skulpturen wurde durch Sachverständige aus der Gipsformerei der Berliner Museen abgeformt. 1906 schließlich wurde beschlossen, das Museum Fridericianum allein der Bibliothek zu überlassen, die Museumsbestände sollten in ein neues Museum überführt werden. Der Bildhauer Christoph Nüßlein nahm die Restaurierung der antiken Marmorskulpturen in den Jahren 1912 und 1913 vor, die Archäologin Margarete Bieber sollte die Sammlung nunmehr betreuen und einen Katalog verfassen.
Anlässlich der 1000-Jahr-Feier Kassels wurde das Königliche Museum Fridericianum, das spätere Hessische Landesmuseum eröffnet. Für die großen Statuen stand nun eine Halle im Stil einer Basilika zur Verfügung. Abgüsse und andere Nachbildungen wurden nun ganz getrennt von den antiken Stücken verwahrt. Wohl 1913/14 erfolgte eine Fotodokumentation, die Bieber ihrem Katalog zugrunde legen konnte. Biebers Publikation galt jahrzehntelang als Muster eines gelungenen Bestandskatalogs.

### Vereinigung mit der Hessischen Hausstiftung, Umzug ins Landgrafenmuseum und die Folgen des Dritten Reichs
Ab 1934 sollte das Landesmuseum noch mehr auf die hessische Landesgeschichte ausgerichtet werden. Was nicht hessischen Ursprungs war, wurde in das Landgrafenmuseum überführt. Dort standen die griechischen Statuen ab 1935 unter dem Tonnengewölbe des Stucksaals und in den benachbarten klassizistischen Galerien, die wahrscheinlich von Leo von Klenze entworfen worden waren. Römische Idealplastik und andere Kunstwerke sollten im Erdgeschoss des Nordostflügels untergebracht werden, der in den Jahren 1937/38 restauriert wurde. Kaum dort aufgestellt, wurden sie 1939 jedoch wieder entfernt und für die Kriegszeit in Bergungskellern untergebracht.
Die Sammlung bestand zu diesem Zeitpunkt nicht mehr nur aus den 1866 verstaatlichten Beständen. Hinzugekommen waren ab den 1920er Jahren Ankäufe, die Landgraf Philipp für die Hessische Hausstiftung getätigt hatte. Sie umfassten Vasen, Terrakotten und Kleinkunst sowie zahlreiche Marmorporträts. Der Landgraf hatte damit zusammen mit Hans Möbius eine Sammlung zu konzipieren versucht, die ein umfassenderes Bild von der antiken Kunst und Kultur abgeben konnte als die auf Arbeiten in Stein konzentrierte alte Sammlung. Eine wissenschaftliche Gesamtbearbeitung oder gar eine Publikation der erweiterten Sammlung kam vor dem Krieg nicht mehr zustande.
Im September 1941 wurde das Museum Fridericianum durch Bomben zerstört. Die eingelagerten Skulpturen wurden aus der Kasseler Innenstadt in den Keller von Schloss Wilhelmshöhe überführt. Im Januar 1945 wurde aber auch dieses Gebäude von Bomben getroffen und sämtliche Geschosse des Mittelbaus stürzten ein, so dass die Sammlung beträchtliche Schäden erlitt.

### Nachkriegszeit
In den Nachkriegsjahren wurden die Skulpturen aus der Ruine geborgen und provisorisch gereinigt. 1948 wurden im Erdgeschoss des Landesmuseums wieder einige Teile der Antikensammlung präsentiert. Nachdem Landgraf Philipp beschlossen hatte, die Stücke aus der Hessischen Hausstiftung im Schloss Fasanerie auszustellen, war die Antikensammlung ab 1951 wieder deutlich reduziert. Sie wurde ab 1957 durch Neuankäufe wieder erweitert. Vor allem der Kustos Ernst Berger sorgte in den Jahren 1960/61 für eine Erweiterung der Sammlung. In dieser Zeit wurden einige Skulpturen der Sammlung in zwei Räume im Obergeschoss des Landesmuseums verlagert, um dort die Wirkung der Kunstwerke bei Kunstlicht zu erproben. Die Ergebnisse waren negativ, man stellte fest, dass das wandernde Tageslicht deutlich bessere Effekte ergab. Berger und seine Nachfolger forderten daher die Unterbringung der Skulpturen in Räumlichkeiten mit Tageslicht, doch blieb die Sammlung bis 1973 an ihrem provisorischen Ausstellungsort. Unter Reinhard Lullies konnten immerhin in den 1960er Jahren Statuen chemisch gereinigt und drei seit 1939 liegende Statuen wieder aufgerichtet werden. Mit einem sehr bescheidenen Etat versehen, konnte Lullies nur dank Leihgaben aus der Sammlung Ludwig die Bestände in Kassel vergrößern. Angesichts der Tatsache, dass 1962 beschlossen worden war, die Antikensammlung zusammen mit der Gemäldegalerie Alte Meister im wieder aufzubauenden Schloss Wilhelmshöhe unterzubringen, förderte Lullies außerdem die wissenschaftliche Bearbeitung der vorhandenen Bestände.

### Schloss Wilhelmshöhe

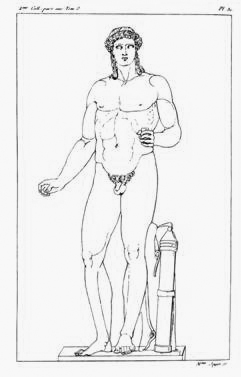
Der Kasseler Apoll in einer Darstellung des 19. Jahrhunderts

1973 wurde eine umfassende Restaurierung der Skulpturen für erforderlich erklärt. Gleichzeitig musste die Konzeption der Ausstellung im Schloss Wilhelmshöhe vorgenommen werden, wo schließlich eine provisorische Restaurierungswerkstatt eingerichtet wurde. Ein freiberufliches Restauratorenteam arbeitete dort an den ersten Statuen, die in der Dauerausstellung präsentiert werden sollten, darunter am Kasseler Apoll. So konnte am 3. April 1974 die Ausstellung in Schloss Wilhelmshöhe eröffnet werden. Weitere Restaurierungs- und dokumentarische Arbeiten dauerten wegen Geldnot bis 1994. Zu diesen Arbeiten gehörte ab 1985 auch die Beschäftigung mit erhaltenen Farbresten an den Skulpturen.
Nachdem die Sammlung samt den Leihgaben in Schloss Wilhelmshöhe eine angemessene Unterkunft erhalten hatte, standen auch weitere Sammler und Leihgeber einer Erweiterung aufgeschlossen gegenüber und die Antikensammlung konnte auf diesem Wege entscheidend erweitert werden. Zu den Kunstwerken, die nach dem Umzug in das Schloss in die Sammlung eingegliedert wurden, gehört etwa das Aristodika-Relief, das zunächst als Leihgabe in Kassel ausgestellt war und mittlerweile durch Schenkung in den Besitz der Antikensammlung übergegangen ist. Die Grabstele der Glykera ist eine Leihgabe der Stiftung Ludwig.
In den Jahren 1998 bis 2001 wurde eine Bausanierung am Schloss Wilhelmshöhe durchgeführt. Dabei sollte auch eine Werkstatt eingerichtet werden, die professionellen Ansprüchen genügte. Die Antikensammlung wurde daher im Rahmen der Ausstellung Die Antikensammlung zu Gast in der documenta-Halle dorthin ausgelagert. Die antiken Kunstwerke wurden in dieser Ausstellung mit zeitgenössischer Kunst kombiniert.
Nach Abschluss der Arbeiten am Schloss Wilhelmshöhe kehrte die Antikensammlung dorthin zurück. 2007 erschien der Bestandskatalog der Steinskulpturen im Druck, seit 2009 ist er auch online zugänglich.

## Leiter
- 1928–1943 Hans Möbius
- 1948–1956 Herbert von Buttlar
- 1957–1958 Adolf Greifenhagen
- 1960–1961 Ernst Berger
- 1962–1972 Reinhard Lullies
- 1973–2003 Peter Gercke
- seit 2003 Rüdiger Splitter

## Bestände

### Skulpturen
Der Katalog listet 39 Exponate unter der Rubrik griechische Idealplastik auf; zur römischen Idealplastik lassen sich 23 Stücke aus der Antikensammlung rechnen. Zu den bekanntesten Beispielen für Idealplastik in der Kasseler Antikensammlung dürfte der bereits erwähnte Kasseler Apoll gehören.
Ferner gehören sechs griechische und 24 römische Porträtköpfe zu den Beständen der Antikensammlung Kassel, außerdem fünf griechische und sechs römische Reliefs mit religiösen Motiven bzw. Götterdarstellungen.
Die Sepulkralkunst ist mit vier griechischen Grabreliefs bzw. -figuren und vierzehn Exponaten, die unter dem Oberbegriff römische Sepulkralplastik zusammengefasst sind, vertreten. In dieser Abteilung des Katalogs findet sich das wahrscheinlich aus dem vierten oder dritten vorchristlichen Jahrhundert stammende Herodios-Relief ebenso wie der Grabstein der Aiberga aus der Merowingerzeit. Der Katalog listet außerdem die Rubriken Varia, Kypriaka und Ägyptiaka sowie die Abteilung Neuzeitliche Nachbildungen auf.

### Münzsammlung mit Schwerpunkt „Herkules Farnese“

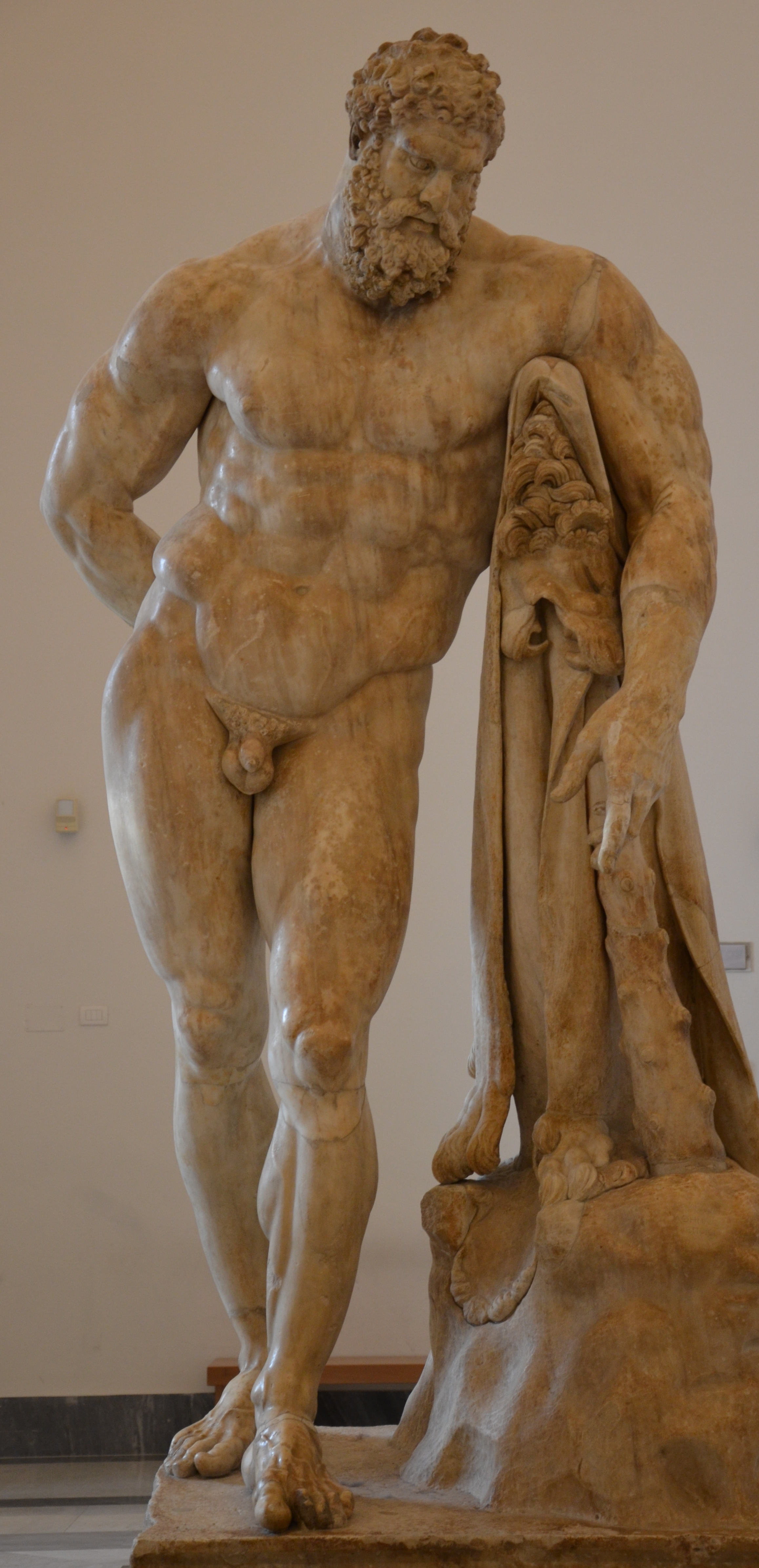
Herkules Farnese

Neben den Skulpturen besitzt die Antikensammlung mittlerweile auch eine nicht unbedeutende Anzahl an antiken Münzen. Einen Schwerpunkt dieser Münzsammlung bilden Geldstücke, auf denen der Herkules Farnese abgebildet ist. Diesen hatte Landgraf Karl auf seiner Italienreise bewundert und anschließend zu Hause nachbilden lassen. Die über acht Meter hohe Kopie ist als Kasseler Herkules bekannt. Sie steht seit 1717 auf dem Gipfel des Karlsberges westlich von Kassel und symbolisiert den Herrschaftsanspruch des einstigen Landesherrn. Herkules, der die Äpfel der Hesperiden errungen hat, versteckt diese hinter seinem Rücken in seiner rechten Hand. Er stützt sich auf seine Keule, die mit dem Fell des Nemeischen Löwen abgepolstert ist. Schon in römischer Zeit wurde diese Statue – deren Urbild wohl von Lysippos geschaffen wurde – über 200 Mal nachgebildet. Unter Begleitung durch den Numismatiker Bernd Hamborg wurde ab den 1980er Jahren in Kassel eine Sammlung von Münzen angelegt, die Abbildungen des Herkules Farnese tragen. Dies geschah nicht nur aus lokalhistorischen Gründen, sondern auch, um der Frage näherzutreten, welche Beziehungen zwischen dem statuarischen Vorbild und den verschiedenen Münzbildern bestehen.